# チャンボム県
チャンボム県（チャンボムけん、ベトナム語：Huyện Trảng Bom / 縣壯奔?）は、ベトナムドンナイ省に位置する県である。面積は328.17 km²、人口は558,050人（2019年）である。

## 行政区画
1市鎮16社から構成される。
- チャンボム市鎮（Trảng Bom / 壯奔）
- アンヴィエン社（An Viễn / 安遠）
- バクソン社（Bắc Sơn / 北山）
- バウハム社（Bàu Hàm / 保咸）
- ビンミン社（Bình Minh / 平明）
- カイガオ社（Cây Gáo / 核梏）
- ドンホア社（Đông Hòa / 東和）
- 61隊社（Đồi 61 / 隊61）
- ザンディエン社（Giang Điền / 江田）
- ホナイ3社（Hố Nai 3 / 呼狔三）
- フンティン社（Hưng Thịnh / 興盛）
- クアンティエン社（Quảng Tiến / 廣進）
- ソンタオ社（Sông Thao / 瀧洮）
- ソンチャウ社（Sông Trầu / 瀧油）
- タイホア社（Tây Hòa / 西和）
- タインビン社（Thanh Bình / 清平）
- チュンホア社（Trung Hòa / 中和）